# Міжселенна територія Нижньовартовського району
Міжселенна територія Нижньова́ртовського району (рос. Межселенная территория Нижневартовского района) — муніципальне утворення у складі Нижньовартовського району Ханти-Мансійського автономного округу Тюменської області, Росія.
Згідно із законами територія напряму підпорядковується районній владі.
Населення міжселенної території становить 183 особи (2017; 251 у 2010, 289 у 2002).
Станом на 2002 рік існувала Вампугольська сільська рада з центром у селі Вампугол.

## Склад
До складу міжселенної території входять:
| Населений пункт   | Населення, осіб (2002) | Населення, осіб (2010) |
| ----------------- | ---------------------- | ---------------------- |
| Билино, присілок  | 50                     | 46                     |
| Вампугол, село    | 168                    | 137                    |
| Пасол, присілок   | 35                     | 41                     |
| Соснина, присілок | 36                     | 27                     |